# Felimida ruzafai
Felimida ruzafai is een slakkensoort uit de familie van de Chromodorididae. De wetenschappelijke naam van de soort is voor het eerst geldig gepubliceerd in 1992 door Ortea, Bacallado & Valdés.